# آل يحيى وآل زيدان (مركز)
مركز آل زيدان هو أحد المراكز التابعة لمحافظة بني مالك شرق منطقة جازان الواقعة جنوب غرب السعودية.

## نبذة
يقع مركز جبال آل يحيى وآل زيدان وآل نخيف في القطاع الجبلي الشرقي لمنطقة جازان ويضم المركز عدد من القرى التابعة له. حيث يحتوي المركز على عدد من الحصون والقلاع الأثرية بما في ذلك «قلعة الولجة التراثية» كما يتميز بعدد من المواقع ذات الطبيعة الخلابة، ولكن المركز يفتقر إلى عدد من الخدمات الأساسية ووجود الطرق الوعرة به.

## قرى المركز
- الفدنة
- العرقوب
- الشباب
- الحضن
- حبيل الثاهر
- اجعله
- الرجيف
- الحدبة
- القزعة
- العصيمة
- المعينة
- والعصر
- اللحاج
- الغافر
- الوغرة
- الولجة
- الطحله
- الثهار
- الواجفه
- الناديه
- المدخل